# Nedre Soppero IK
Nedre Soppero IK är en friidrottsförening som bildades 1957 i Nedre Soppero. Klubbens första ordförande var Bror Romark. Numera bedriver klubben till största del sin verksamhet i Kiruna.
Spjutkastaren Mikael Snällfot, som vann SM-guld 2000 och 2004, tävlade för klubben.